# فرودگاه بین‌المللی سیوداد اکونیا
فرودگاه بین‌المللی سیوداد اکونیا (به انگلیسی: Ciudad Acuña International Airport) یک فرودگاه همگانی با کد یاتا ACN است که یک باند فرود آسفالت دارد و طول باند آن ۱۸۰۱ متر است. این فرودگاه در کشور مکزیک قرار دارد و در ارتفاع ۴۳۰ متری از سطح دریا واقع شده‌است.